# Ballesteros (Cagayan)
Ballesteros é um município de  quarta classe de renda municipal (d) na província Cagayan, nas Filipinas. De acordo com o censo de 1 de maio  de  2020 possui uma população de 34 488 pessoas e 8 765 domicílios.